# Zabójca (amerykański film 2007)
Zabójca (oryg. War) – amerykański kryminalny film akcji z 2007 roku. Dreszczowiec ten wyreżyserował Philip Atwell (był to jego debiut). Główne role w filmie zagrali Jet Li i Jason Statham. W produkcji wykorzystano choreografię scen walki autorstwa Coreya Yuena. W Polsce premiera na nośniku DVD odbyła się 15 maja 2008. Obraz był drugim, w którym wspólnie wystąpili Li i Statham; wcześniej pojawili się razem na planie produkcji Tylko jeden (2001).
Roboczym tytułem filmu był Rogue; zmieniono go jednak na War by nie kolidował z innym filmem z tego samego roku tak samo zatytułowanym. W kilku państwach film wyświetlany był w kinach (lub wydany na DVD) jako Rogue Assassin.

## Opis fabuły
Jack Crawford (Statham) pracuje jako agent FBI, który rozpracowuje amerykańską odnogę yakuzy. Wspólnie ze swoim partnerem Tomem (Terry Chen) bierze udział w akcji, w której ma schwytać płatnego zabójcę Rogue’a (Li). Partner Jacka ciężko rani bandytę, ale nie udaje się im go schwytać. Na drugi dzień Tom i cała jego rodzina zostają brutalnie zamordowani. W ich domu Jack spostrzega tytanową łuskę. Agent chce pomścić śmierć partnera, ale Rogue znika bez śladu.
Po trzech latach natrafia na taki sam ślad w japońskim barze, w którym zlikwidowano członków mafii japońskiej. Mając w pamięci obrażenia, których doznał w porcie Rogue, Crawford stara się trafić na jego trop poprzez chirurgów plastycznych, którzy specjalizują się w rekonstrukcjach twarzy. W tym czasie Rogue zjednywa się z Changiem (John Lone), przywódcy chińskiej triady w Stanach Zjednoczonych, a także podpuszcza go by doszło do wojny z yakuzą dowodzoną przez Kirę (Devon Aoki). Jackowi, który bardziej niż mafijnymi potyczkami zainteresowany jest Rogue’em, udaje się rozgryźć intrygę. Staje on wtedy do walki z przeciwnikiem.

## Obsada
źródło: 
- Jet Li – Rogue / Tom Lone
  - Terry Chen wcielił się w rolę Lone’a zanim zmienił twarz
- Jason Statham – John Crawford (agent FBI)
- John Lone – Li Chang
- Mathew St. Patrick – Wick
- Sung Kang – Goi
- Luis Guzmán – Benny
- Devon Aoki – Kira Yanagawa
- Ryō Ishibashi – Shiro Yanagawa
- Mark Cheng – Wu Ti
- Nicholas Elia – Daniel Crawford
- Nadine Velazquez – Maria Chang
- Kennedy Lauren Montano – Ana Chang
- Steph Song – Diane Lone
- Andrea Roth – Jenny Crawford
- Kenneth Choi – Takada
- Angela Fong – tancerka w klubie Kabuki
- Kane Kosugi – wojownik w świątyni z ogrodem

## Box office i odbiór
W pierwszy weekend wyświetlania Zabójcy w amerykańskich kinach, film zarobił 9 820 089 USD (2277 kin, średnio 4313 USD), co było 5. wynikiem na amerykańskim rynku podczas tamtego weekendu. Produkcja zarobiła 22 486 409 USD w Stanach Zjednoczonych i 17 966 234 USD za granicą, na całym świecie dochód z filmu wyniósł 40 452 643 USD. Ze sprzedaży nośników DVD zarobiono 27 507 988 USD. Na stronie Rotten Tomatoes ze zsumowanymi recenzjami produkcji filmowych, Zabójca otrzymał notę 14%.

## Ścieżka dźwiękowa
Materiał muzyczny skomponowany został przez Briana Tylera. W nagraniu albumu udział wzięli także: RZA, Mark Batson (obaj także jako kompozytorzy) i zespół Machines of Loving Grace.
Lista utworów
źródło: 
1. „Spyked” – 2:31
2. „War Opening Titles” – 5:05
3. „Confession” – 3:05
4. „Rooftop Pursuit” – 1:44
5. „Whips” – 2:14
6. „Swordfight” – 5:16
7. „Rogue Cleans Da Hizouse” (RZA) – 2:15
8. „Getting Started / Scene of the Crime” – 2:51
9. „The Set Up / Mr. Chang Sends Regards” (Mark Batson) – 2:36
10. „Shiro Comes to Town” – 3:55
11. „Bangkok Downtown” – 2:18
12. „This Isn’t Japan” – 2:16
13. „Cop Hunting / Face to Face” – 2:42
14. „Compliments of Mr. Chang” (Mark Batson) – 0:36
15. „Rogue's Revenge” – 1:09
16. „Showdown” – 2:49
17. „Plans for Retaliation” – 4:00
18. „Watching the Changes” – 0:45
19. „Shiro’s Estate” – 2:33
20. „War End Credits” – 5:31
21. „Suicide King” – 4:04
22. „War Opening Titles (Remix)” – 4:54